# فرانك كولمان (مربي)
فرانك كولمان (بالإنجليزية: Frank Coleman)‏ هو مربي أمريكي، ولد في 29 فبراير 1912 في فيلادلفيا في الولايات المتحدة، وتوفي بنفس المكان في 25 ديسمبر 2008.